# Commonwealth Bank Tournament of Champions 2010
El WTA Tournament of Champions 2010, conegut oficialment com a Commonwealth Bank Tournament of Champions 2010, o també Torneig de Bali 2010, és un esdeveniment de tennis femení sobre pista dura que conclou la temporada dels tornejos International tournaments de la WTA. La segona edició del nou torneig es va celebrar entre l'1 i el 5 de novembre de 2010 al Bali International Convention Centre de Bali, Indonèsia.

## Sistema de classificació
A aquest torneig només hi tenen accés les 8 tennistes millor classificades en la Cursa de Campiones de l'any 2010 que com a mínim hagin guanyat un títol individual de la categoria International Tournaments i que no participin en la Copa Masters femenina celebrada a Doha. A més, l'organització es reserva dues invitacions (wild cards) addicionals.
Mentre que en l'edició anterior es van repartir les tennistes en quatre grups de tres jugadores mitjançant el sistema Round Robin, en aquesta ocasió es va canviar el format per un sistema d'eliminatòria tradicional amb l'excepció de la disputa d'una final de consolació per determinar la tercera i quarta posició.
La guanyadora del torneig tindrà una recompensació econòmica addicional d'un milió de dòlars si almenys ha guanyat tres torneigs de la categoria International Tournaments, però en aquesta edició no es va donar aquest cas en cap tennista.

## Jugadores

### Torneigs
Tennistes que han aconseguit algun títol individual de la categoria International Tournaments l'any 2010.
| Jugadora                  | Títols                        |
| ------------------------- | ----------------------------- |
| Iveta Benešová            | Fes                           |
| Alona Bondarenko          | Hobart                        |
| Anna Txakvetadze          | Portoroz                      |
| Kim Clijsters             | Brisbane                      |
| Mariana Duque Marino      | Bogotà                        |
| Julia Görges              | Bad Gastein                   |
| Jarmila Groth             | Canton                        |
| Justine Henin             | 's-Hertogenbosch              |
| Ana Ivanović              | Linz                          |
| Kaia Kanepi               | Palerm                        |
| Alissa Kleibànova         | Kuala Lumpur Seül             |
| Al·la Kudriàvtseva        | Taixkent                      |
| Li Na                     | Birmingham                    |
| Tamira Paszek             | Quebec                        |
| Anastassia Pavliutxénkova | Monterrey Istanbul            |
| Flavia Pennetta           | Marbella                      |
| Aravane Rezaï             | Bastad                        |
| Anastasija Sevastova      | Estoril                       |
| Ágnes Szávay              | Budapest Praga                |
| Tamarine Tanasugarn       | Osaka                         |
| Roberta Vinci             | Luxemburg                     |
| Yanina Wickmayer          | Auckland                      |
| Venus Williams            | Acapulco                      |
| Caroline Wozniacki        | Ponte Vedra Beach Copenhaguen |
| Maria Xaràpova            | Memphis Estrasburg            |
| Vera Zvonariova           | Pattaya                       |

- En taronja les tennistes classificades per disputar WTA Tour Championships 2010, les vuit millors tennistes del rànquing femení.
- En vermell les tennistes que renuncien a participar en el torneig.
- En blau les tennistes que renuncien a participar en el torneig per disputar la final de la Fed Cup 2010, ja que se celebra durant la mateixa setmana.

### Classificades
| Rànquing Bali | Rànquing WTA | Jugadora                  | Títols |
| ------------- | ------------ | ------------------------- | ------ |
| 1             | 11           | Li Na                     | 1      |
| 2             | 18           | Aravane Rezai             | 1      |
| 3             | 20           | Anastassia Pavliutxénkova | 2      |
| 4             | 22           | Yanina Wickmayer          | 1      |
| 5             | 24           | Ana Ivanović              | 1      |
| 6             | 27           | Alissa Kleibànova         | 2      |
| 7/WC          | 31           | Daniela Hantuchová        | 0      |
| 8/WC          | 53           | Kimiko Date Krumm         | 0      |

## Quadre
|  | Quarts de final | Quarts de final    | Quarts de final   | Quarts de final   | Quarts de final |    |                    | Semifinals        | Semifinals          | Semifinals          | Semifinals          | Semifinals          |                     |  | Final | Final              | Final | Final | Final |
|  |                 |                    |                   |                   |                 |    |                    |                   |                     |                     |                     |                     |                     |  |       |                    |       |       |       |
|  | 1               | Li Na              | 4                 | 6                 | 4               |    |                    |                   |                     |                     |                     |                     |                     |  |       |                    |       |       |       |
|  | WC              | Kimiko Date Krumm  | 6                 | 3                 | 6               |    |                    |                   |                     |                     |                     |                     |                     |  |       |                    |       |       |       |
|  | WC              | Kimiko Date Krumm  | 6                 | 3                 | 6               |    | WC                 | Kimiko Date Krumm | 5                   | 7                   | 2                   |                     |                     |  |       |                    |       |       |       |
|  |                 |                    |                   |                   |                 |    | WC                 | Kimiko Date Krumm | 5                   | 7                   | 2                   |                     |                     |  |       |                    |       |       |       |
|  |                 |                    | Ana Ivanović      | 7                 | 6⁵              | 6  |                    |                   |                     |                     |                     |                     |                     |  |       |                    |       |       |       |
|  | 3               | A. Pavliutxénkova  | Ana Ivanović      | 7                 | 6⁵              | 6  | 0                  | 1                 |                     |                     |                     |                     |                     |  |       |                    |       |       |       |
|  | 3               | A. Pavliutxénkova  |                   |                   |                 |    | 0                  | 1                 |                     |                     |                     |                     |                     |  |       |                    |       |       |       |
|  |                 | Ana Ivanović       | 6                 | 6                 |                 |    |                    |                   |                     |                     |                     |                     |                     |  |       |                    |       |       |       |
|  |                 |                    |                   |                   |                 |    |                    |                   |                     |                     |                     |                     |                     |  |       | Ana Ivanović       | 6     | 7     |       |
|  |                 |                    |                   | Alissa Kleibànova | 2               | 6⁵ |                    |                   |                     |                     |                     |                     |                     |  |       |                    |       |       |       |
|  | WC              | Daniela Hantuchová | 6                 | 7                 |                 |    |                    |                   |                     |                     |                     |                     |                     |  |       |                    |       |       |       |
|  | 4               | Yanina Wickmayer   | 4                 | 6⁵                |                 |    |                    |                   |                     |                     |                     |                     |                     |  |       |                    |       |       |       |
|  | 4               | Yanina Wickmayer   | 4                 | 6⁵                |                 | WC | Daniela Hantuchová | 3                 | 1                   |                     |                     |                     |                     |  |       |                    |       |       |       |
|  |                 |                    |                   |                   |                 | WC | Daniela Hantuchová | 3                 | 1                   |                     |                     |                     |                     |  |       |                    |       |       |       |
|  |                 |                    | Alissa Kleibànova | 6                 | 6               |    |                    |                   | Final de consolació | Final de consolació | Final de consolació | Final de consolació | Final de consolació |  |       |                    |       |       |       |
|  |                 | Alissa Kleibànova  | Alissa Kleibànova | 6                 | 6               | 6  | 6                  |                   | Final de consolació | Final de consolació | Final de consolació | Final de consolació | Final de consolació |  |       |                    |       |       |       |
|  |                 | Alissa Kleibànova  |                   |                   |                 | 6  | 6                  |                   |                     |                     |                     |                     |                     |  |       |                    |       |       |       |
|  | 2               | Aravane Rezaï      | 1                 | 2                 |                 |    |                    |                   |                     |                     |                     |                     |                     |  | WC    | Kimiko Date Krumm  | 7     | 7     |       |
|  |                 |                    |                   |                   |                 |    |                    |                   |                     |                     |                     |                     |                     |  | WC    | Daniela Hantuchová | 5     | 5     |       |

## Premis
| Ronda          | Premi (US$) | Punts |
| -------------- | ----------- | ----- |
| Campiona       | 210.000     | 375   |
| Finalista      | 120.000     | 255   |
| Tercera        | 70.000      | 180   |
| Quarta         | 60.000      | 165   |
| Quartfinalista | 35.000      | 75    |